# 桃乃木かな
桃乃木 かな（もものぎ かな、1996年12月24日 - ）は、日本のAV女優、歌手。ライフプロモーション所属。

## 略歴
東京都出身。2015年9月24日、恵比寿★マスカッツのメンバーとなることが発表され、同年10月19日にアイデアポケット専属女優としてAVデビュー。デビューのきっかけは池袋でスカウトされたこと。芸名である桃乃木かなの「かな」は、アイデアポケットのプロデューサーが贔屓にしていたキャバ嬢の名前に由来している。
2017年3月3日、スカパー!アダルト放送大賞2017の新人女優賞、東京スポーツ賞を受賞した。
2017年8月に歌手としてソロデビュー。以降、ライブ活動も定期的に行っている。

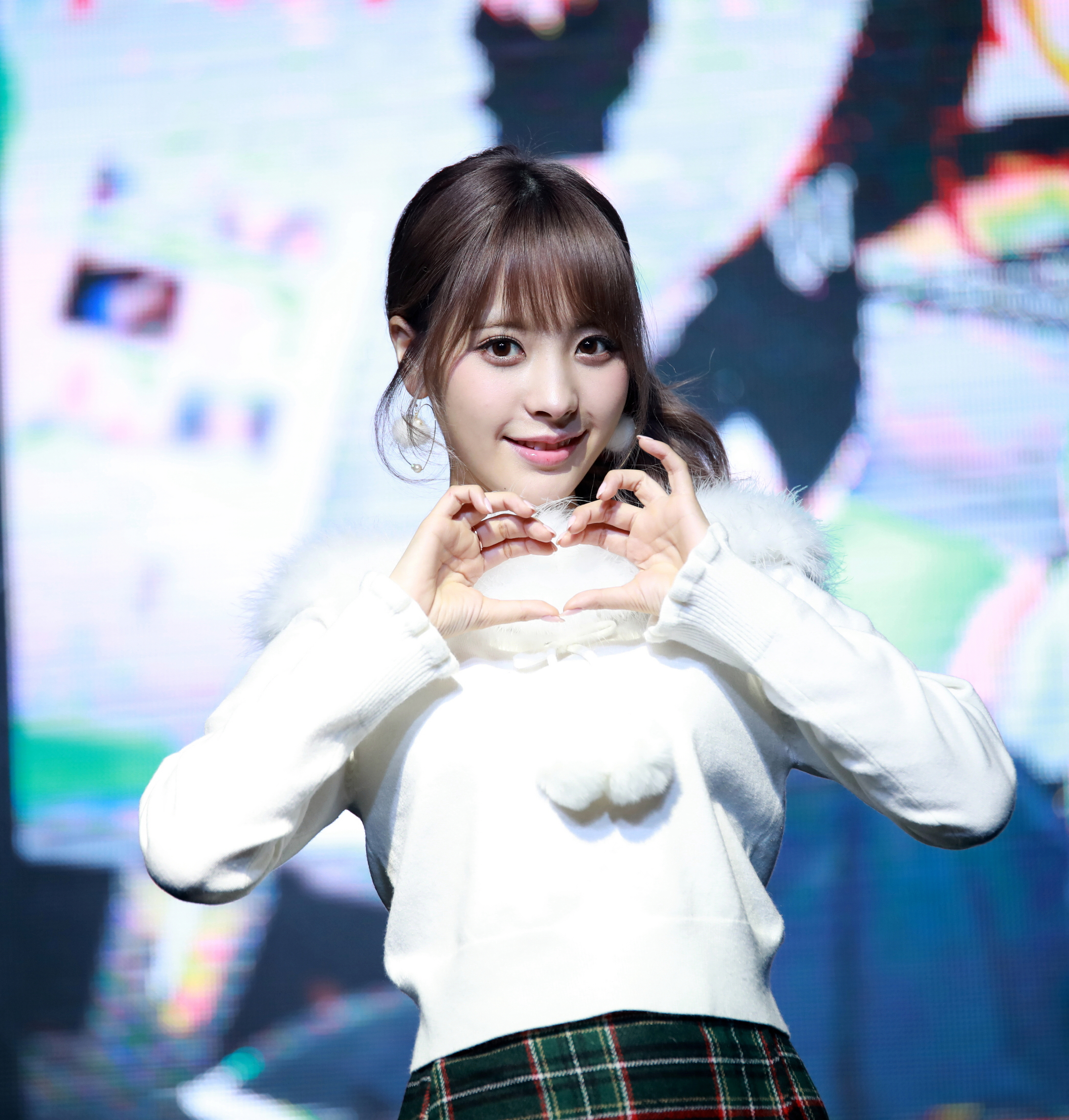
FAN MEETING in SEOUL (First Kiss)2部（2017年）

2020年12月、「FLASH 2020年現役最強セクシー女優BEST100」読者投票・第4位選出。2021年1月1日には業界初のUltra HD Blu-ray規格ソフトが発売され、主演を務める（アイデアポケット、PREMIUM、ダスッ!の3メーカーからそれぞれ異なる女優の作品が同時発売）。
2021年4月に発表されたアサヒ芸能「2021現役AV女優SEXY総選挙」で第28位選出。2021年8月発表「読者300人が選んだFLASH 2021セクシー女優ランキング」読者投票31位。
2021年11月5日より開催のキャンペーン企画『We are IdeaPocket! アイポケキャンペーン』のキャンペーンガールに明里つむぎ、相沢みなみ、楓カレン、天海つばさ、希島あいり、西宮ゆめ、桜空もも、岬ななみ、加美杏奈、梓ヒカリ、二葉エマ、藤井いよな、白峰ミウ、神菜美まいと共に選出された。
2022年5月に発表されたアサヒ芸能「2022現役AV女優SEXY総選挙」で第23位。5月29日、Twitter100万フォロワーを達成。
同年8月13日、恵比寿ガーデンホールで行われた「第2世代恵比寿マスカッツ真夏の卒業式」をもって恵比寿マスカッツを卒業（メンバー全員が卒業する事実上の解散）。
同年12月6日、橈骨神経麻痺のため右手首から先が動かせなくなったことを告知。体は元気なため撮影などは継続するが、サイン会など右手を使わなければいけない仕事は中止となった。2023年2月12日、右手の握力が7まで戻り、ペンが握れるようになったことを報告。
2023年2月24日より開催のキャンペーン企画『アイポケキャンペーン2023』のキャンペーンガールに、明里つむぎ、相沢みなみ、桜空もも、天海つばさ、希島あいり、西宮ゆめ、加美杏奈、二葉エマ、梓ヒカリ、古川ほのか、八蜜凛、庵ひめかと共に選出された。
2023年5月に発表されたアサヒ芸能「2023現役AV女優SEXY総選挙」第20位。
2024年4月発売『アサヒ芸能』発表「2024現役AV女優セクシー総選挙」において総合45位（東京31位、大阪圏外）となる。
2024年5月14日から6月21日までF開催の『IDEAPOCKETキャンペーン2024』のキャンペーンガールに、桜空もも、楓カレン、希島あいり、西宮ゆめ、明里つむぎ、古川ほのか、梓ヒカリ、長浜みつり、さくらわかなと共に選出された。
2024年7月15日週、FANZAレンタルフロアランキングにおいて『修学旅行の下見出張でセクハラ教師とまさかの相部屋に… 軽蔑していたキモ教師に死ぬほどイカされまくった屈辱SEX 桃乃木かな』が5位を記録。
2025年5月11日、YouTube・桃乃木OFFICIAL CHANNELにて、橈骨神経麻痺の完治を報告。なお、完治したのはかなり前だが告知が遅れたとのこと。
2025年5月16日より開催のキャンペーン企画『アイポケキャンペーン2025』のキャンペーンガールに、長浜みつり、桜空もも、古川ほのか、明里つむぎと共に選出された。
2025年7月には飲食店経営を目指していると報道された。

## 人物
趣味は一人カラオケ。中学、高校の六年間はバレーボール部に所属し、キャプテンも務めた。
乃木坂46のファンで全国握手会にも参加したことがある。好きなメンバーは西野七瀬と齋藤飛鳥。
初体験は中学3年の終わり頃に同級生の家で同級生と。経験人数は3人。
明日花キララや三上悠亜と同じく女性人気が高いのも特徴。所属事務所の後輩である二葉エマと花音うららは桃乃木に憧れてAV女優になり同じ事務所に応募して加入している（同じく所属事務所の後輩の根尾あかりも女優志望や事務所選びの動機とは無関係だがデビュー前から桃乃木のファンだったことを公言している）。また、所属事務所は違うが白桃はなも桃乃木に憧れてAV女優になり芸名に「桃」の字を入れている（桃乃木も白桃の存在は知っており対面したときに喜んでいる）。吉岡ひよりも桃乃木に憧れて業界入りした1人である。
陰毛が濃いめで最初は恥ずかしかったがデビュー作で相手を務めたしみけんに「そのまま剃らずに生やしておいた方がいいよ」とアドバイスされ個性として捉えるようになった。また、陥没乳頭なのも自分の個性と考えている（月刊FANZA2022年6月号インタビューより）。
マスカッツ以外にもソロで歌手活動を行っているが、母親がもともとボイストレーナーだったことも影響している。5歳で母の歌を聞いた時に泣いたというのが、幼少時の最初の記憶だという。
ライフプロモーション会長で2023年時点でのマネージャー・高橋は良くも悪くも「野心がない」性格と述べている。
演技については2022年のインタビューで、台本は読み込むタイプでアドリブはできないと述べている。VR作品については設定に基づいたアドリブ演技を要求されるが、監督からは「勘がいい」と言われており、探り探りやっているとのこと。
プレイ内容としては痴女プレイに定評がある。ドラマ作品での演技力も高く、AVライターのくろがね阿礼は「特に嫌いな相手に弱みは握られ、無理やり犯される役柄は最高に抜ける」と解説している。

### 大食い
スレンダーだが特技に挙げるほどの大食い。1時間で餃子100個食したこともある。大のラーメン二郎好きで、その中でも特に通い詰めている八王子野猿街道店にはサインが飾られている。2016年からは特技を活かし、食べ歩き番組「桃さんぽ」もスタート。2019年にラーメン二郎全39店完全制覇を達成した。その後店舗数が増えたため、2025年に全店44店舗制覇達成が報道された。なお、食べるのが速いわけではないため、回転率を考え二郎では小サイズを頼んでいる。二郎好きになったのは事務所社長に勧められたのがきっかけ。
また、2016年7月にはかき氷店前で『スーパーJチャンネル』（テレビ朝日系）テレビクルーに一般客としてインタビューされ、Twitter上で「かき氷食べに来た女のコカワイい!」と話題になった。以降かき氷マイスターとしても取材された。台湾でも「かき氷好き」は報道され、現地の女性ファンを増やしているという。
太りやすいが痩せやすい体質であり、撮影前は節制し、スタイル維持に気を付けている。

## 作品

### アダルトビデオ
発売元はアイデアポケット（特記を除く）
2015年
- FIRST IMPRESSION 89（10月19日）※Blu-ray版同時発売
- 昇天4本番 + 一撃スマッシュ顔射フェラ（11月19日）
- 優等生学園アイドルと学校でしようよ（12月19日）

2016年
- アイドルのかなと僕の甘すぎる同棲性活（1月19日）
- 180分本指名 極上風俗4本番 + ピンサロ（2月19日）
- ゴージャスオナニーサポート（3月19日）
- 「ザーメンかけてください…」 理性ぶっ飛び膣奥絶頂ぶっかけFUCK膣奥絶頂!（4月19日）
- 奪われた僕の彼女 「オマエの彼女ヤラせろよ!」 目の前で寝取られ犯される美裸体…（5月19日）
- 桃乃木ピンチ! 『えっ、こんな場所でSEX!?』 過激な公然猥褻 怒涛のいきなりロケに予想外! 桃ちゃん初ドッキリ!（6月19日）
- セックス生ライブチャット 桃ちゃんログイン中 超レア映像大放出! 桃乃木かな（7月19日）
- 調教されたアイドル桃乃木かな 首絞め! お漏らし! 連続スパンキング! 過激すぎる調教姦!（8月19日）
- 至極のパイパンフェチマニアックス 初剃毛! 超美映像5Dカメラ撮影映像も収録!（9月19日）
- デビュー1周年! 新作発売イベントで最高のサービスを… チケット完売! 前代未聞のイベントに参加せよ! 初の「いきなりSEX」も収録!（10月19日）
- スキャンダル【熱愛編】 真剣交際でお持ち帰りされた桃乃木かな 盗撮映像そのままAV発売! 180分SPECIAL（11月19日）
- DIGITAL CHANNEL DC 135 シリーズ史上最強ハードコンテンツ!（12月25日）

2017年
- 「かなのこと好きっちゃろ」 可愛すぎる彼女と方言SEX 博多弁！青森弁! 京都弁! 関西弁! 全編『方言』でALL主観!（2月1日）
- いきなりSEX えっ? ノーカットですか? 事前周知なしでハメまくりシリーズ完全復活!!（3月1日）
- ボクらのオタサーの姫は萌え豚専用性処理ドMペット!（4月1日）
- 恥じらいの失禁 × 爆潮大噴射大洪水セックス（5月1日）
- アタッカーズ全面監修 夫の目の前で犯されて―（5月25日）
- 時間よ止まれ! ドール化した桃乃木かなにヤリタイ放題（6月25日）
- ドSな彼氏と同棲したら異常な性生活を強いられ… バイオレンスなSEXに濡れ溺れて…（8月1日）
- リピーター続出! 噂の本番できちゃうおっパブ店 Fカップ巨乳嬢を味わい尽くせ!（9月13日）
- 剛毛マ○コ見せつけ狂乱騎乗位 歓喜の射精を誘う! 跨り高速ピストン痴女乱舞!（10月7日）
- 童貞筆おろしSEX×デリバリーSEX 最高の初体験をお届けします デビュー2周年記念 童貞ファン感謝祭!! 桃ちゃんが童貞の皆様を突撃訪問! 男にさせちゃいます（11月1日）
- 緊縛調教を懇願 イキ狂う変態マゾ幼妻 緊縛解禁!! 深く喰い込む麻縄の苦痛と快感に犯され歓喜の絶頂…（12月1日）

2018年
- W集団レイプに遭った市川まさみと桃乃木かな (本人達)（1月1日、SODクリエイト）共演:市川まさみ
- 桃乃木かな 市川まさみ 奇跡のWキャスト SOD体験入社 & 宣伝部復帰!? 野球拳/ツ○スター/王様ゲームetc.ユーザー様をおもてなし & 大乱交4時間SP（1月1日）共演:市川まさみ
- 狙われた通学路 共謀痴漢電車（1月1日）共演:トニー大木
- 突撃! 単体女優桃乃木かなが噂の風俗店に体当たりガチ潜入リポート ピンサロ! 箱ヘル! 出張ホスト! ハプニングバーとカラダとアソコを張りまくって潜入取材!!（2月7日）
- 乳首こねくりっぱなし快感エンドレスセックス ノンストップでひたすら乳首責め2時間40分!! アヘ顔 連続絶頂!! 桃乃木かな（3月7日）
- パパ活! スケベな変態中年おじさんと密会性交を交わす美少女の実態 おじさん（パパ）が撮影したハメ撮り・盗撮映像をAV発売! 桃乃木かな（4月1日）
- ガチファン限定! ファン感謝祭!! 桃乃木かなと過ごす18発二日温泉オフ会旅行 バレずにこっそり全員分の精子を射精させろ!!（4月19日）
- 「もうイッたから! 止めて!」 絶頂後にぶっちぎりの追撃弾丸ピストン 昇天マ○コを追い打ちピストンで強制おかわり絶頂!（5月19日）
- ノーカット! ノンストップ! 大乱交バトルロイヤル アイドル VS 巨根チ○ポ20本（6月19日）
- ノーパンノーブラ透けコス 神対応アイドルリフレ ミラー越し透け透け挑発! ムラムラ発情客が暴走!（7月19日）
- かなのフェラテク満載!! じゅぼじゅぼ! フェラだけでイカせちゃう480分Special!（8月1日）
- 犯され輪姦された新任女教師 震撼凌辱ドラマ!期待と夢に膨らんだ憧れの教師人生の陥落…（9月13日）
- いいなり見習い失禁メイド ご主人様の要望ならかなは従順なペットになります（10月13日）
- おじさん大好き痴女美少女が中年チ○ポを射精へ誘う焦らし寸止め舐めまくり性交（11月13日）
- 巨乳全開で猛アピールしてくる僕の彼女の小悪魔妹（12月13日）

2019年
- 中年好きな文学美少女に身動きできない状態でじっくりねっとり痴女られる。（1月13日）
- 濡れ透け生乳チラリ ノーパン・ノーブラ銭湯の洗体看板娘のご奉仕エッチ（2月13日）
- 犯されながら何度もイカされる屈辱レ×プ 泣き崩れる美少女を容赦ない追撃ピストンで強制絶頂（3月13日）
- 携帯ナースコールで24時間口内射精OK! 即尺超好きおしゃぶり痴女ナース（4月13日）
- アイドル美少女と交わすヨダレだらだらツバだくだく濃厚な接吻とセックス（5月13日）
- 「エッチしよ」メガトン級の神対応!アイドル風俗4本番 「桃乃木かな」210分本指名!! 何度もおかわりピストンスペシャルコース（6月13日）
- 1ヶ月間禁欲し彼女のいない数日間に彼女の親友と気が狂うくらい一心不乱にセックスしまくった 桃乃木かな 合計8回の密着性交（7月13日）
- 中年オヤジと制服美少女の汗だく唾液みどろ特濃ベロキス性交（8月13日）
- 萌える 絶対領域 誘惑 挑発 小悪魔ニーハイ制服美少女（9月13日）
- 「どこまで触るんですか…?（心の声）」 スケベ整体師にイヤと言えない制服少女（10月13日）
- 就職したい私につけ込む性処理ブラックインターンシップ 今日も上司は私だけ帰してくれません…（11月13日）
- 出張先相部屋NTR 絶倫の上司に一晩中何度もイカされ続けた新卒女子社員 桃乃木かな（12月7日）
- Thank U 4 you デビュー4周年!! 桃にできることはまだあるかい? 12タイトル24本番収録できた8時間BEST 見所ヌキ所だけ厳選編集の驚き桃乃木ベスト第4弾!（11月13日）※単体ベスト

2020年
- 布団の中でひっそり始まる雄と雌の密着濃厚セックス（1月13日）
- 死ぬほど大嫌いな上司と出張先の温泉旅館でまさかの相部屋に… 醜い絶倫おやじに何度も何度もイカされてしまった私。（2月13日）
- 無意識にボクを挑発するノーブラ家庭教師（3月13日）
- 「終電ないの!? じゃあウチおいでよ」 僕の恋人が家で待ってるのに、終電を逃がし可愛いすぎる同僚女子社員の家に泊まる流れに… ノーパンノーブラ 部屋着に興奮した絶倫のボクは一晩中ヤりまくった。。。（4月13日）
- 媚薬アクメ拷問に堕ちた気高き女捜査官 悪徳アイドルプロダクションに潜入囮捜査編（5月13日）
- 絶頂オーガズム体位開発SEX こんな桃乃木かな未だかつて見た事ない…（7月13日）
- アイドル桃乃木のバキュームフェラ5分我慢できれば「桃乃木かな」本人とSEXし放題in渋谷 女優VS素人 桃テクフェラ炸裂!!（8月13日）
- 禁欲の果て、汗と絶頂汁まみれで交わりまくった3日間（9月13日）
- 口でするだけなら… 浮気じゃないよね? オンナの口は嘘をつく… 口から始まる寝取られ話 フェラチオNTR（10月13日）
- 死ぬほど嫌いな義父の大好物は女子○生のワタシでした… 犯されながら何度もイカされる屈辱レ×プ（11月13日）[42]
- 乳首敏感ボーイズ必見! にゃんにゃんアイドル乳首エステ（12月13日）

2021年
- 犯（ヤ）られたら痴女（ヤ）り返す。淫魔狩り激4性交（1月13日）
- 俺だけに求めてくる美少女を濃厚接吻で滅茶苦茶イカせたいー。（2月13日）
- 生誕5周年 桃乃木かな5th BEST 12タイトル24本番8時間 大ヒット作品一堂集結!（2月13日）※単体ベスト
- 丁寧淫語で優しく焦らすランジェリー回春痴女エステ 射精するまで帰さない（3月14日）
- 身代わり肉便器 射精しても射精しても終わらない絶倫極道オヤジとの10日間監禁生活（4月14日）
- バラされたくなかったらパンツ脱げよ。 万引き少女… 何発ヤッても帰してくれないしつこい追姦ピストンレ×プの悲劇。（5月13日）
- 出張先が記録的豪雨で童貞部下と突然相部屋に…雨で濡れた身体に興奮した部下に襲われ朝まで9発のびしょ濡れ絶倫性交（6月13日）[43]
- 死ぬほど気持ち悪い上司のデカチンに何度もイカされる屈辱レ×プ 変態上司にザーメンマーキングされた（7月13日）
- 国民的アイドルは権力おやじの肉便器 ラブホ密会ニャンニャン枕映像（8月13日）
- 即勃たせてくれるアゲまん☆ 呼べば即舐め 絶倫フェラチオが～るふれんど。「全部お口に出してね」≪口中出し9連発!!≫（9月14日）
- 大好きな婚約者の兄は、昔私を犯し続けた粘着ストーカーだった（10月12日）
- 教師失格 放課後にラブホで密会　娘ほど年の離れた教え子との淫美なセックスに溺れた私は…。（11月9日）
- We are ideapocket! アイポケキャンペーンSpecial DVD!（11月11日）※専属女優15名による撮りおろしオムニバスDVD
- 洗脳 服従セラピーで肉体を完全征服された人気女子アナ。 催●療法 強制失禁・潮噴射・イキ我慢で耐える堕ちない屈強女子アナ凌辱。（12月15日）

2022年
- 桃乃木かな × 可愛い衣装 = 鉄板の組み合わせ 貴方をオナニー中毒にさせる至高の射精サポート（1月11日）
- おっぱい丸出し逆バニー的10コスシチュエーション ボリュームMAX 桃乃木尽くし 10エロ10変化!!（2月8日）
- ゲスおやじの粘着マッサージで乳首イキするほど敏感なカラダに開発されてしまったワタシ。（3月8日）
- 「私、キメセクさせられました。。。」 毎年新入女子社員を喰う上司の餌食に… 【睡眠姦×媚薬覚醒姦】今年の新卒で餌食になったのは私です。。。（4月12日）
- まだまだイキます! 走ります! 桃乃木かな6thオールSEX BEST8時間! 12タイトル24本番!（4月12日）※単体ベスト
- 美人家庭教師かな先生の接吻レクチャー個人レッスン（6月14日）
- あなたが家を空ける朝から晩、お義父さんのベロ舐め舌技にイカされ続け…（7月12日）
- 「家出して来たって言うから泊めてあげるけどお前ヤラせろよ。」 家出娘の末路… 征服ハメ撮りレ×プ姦 （8月9日）
- 「今日だけは奥さんのことを忘れて…」 一年ぶりに再会した愛人と1秒たりとも惜しまずヤリたい放題した出張先の休日（9月13日）
- アイドルコス桃乃木かなのこじらせ童貞救済筆おろしSPECIAL（10月11日）
- 桃乃木かなに朝が来るまでがっつり痴女られたい。1泊2日ワンナイト! トップAVアイドルとガチ2人きり! 完全プライベート逆パコお泊りデート（12月13日）

2023年
- 「私、集団で廻されました。」 ≪絶対絶命≫ 逃げれない帰れない遠方合宿パワハラレ×プ姦（2月14日）

※「絶対絶命」は誤記ではなくタイトルのママ。
- 久しぶりに再会した従姉がまさかの100人斬りで有名な絶倫ヤリマンギャルに! 滞在中の2日間、彼女のチ○ポオモチャにされ続けた童貞のボク（3月14日）
- 結婚した妻は実はド痴女のセックス狂い… 豹変した妻の性欲おさまらない痴女NTR（4月11日）
- これはレ×プじゃない… あくまで合意の元のSEX…だよなww 宅飲みで同級生達に廻された女子大生。 「女1人で参加したのが間違いでした…」（5月9日）
- 担任教師のボクは不倫関係をやめたいと言ってきた教え子をラブホに監禁し一晩中洗脳レ×プしまくった…（6月13日）
- 変態中年教師が教え子の新鮮な唇をじっくりねっちょり貪り味わい尽くす唾液まみれの接吻レ×プ（7月11日）
- 配信限定 ナチュポケ REC SMハメ撮り 桃乃木かな IP女優のありのまま解禁（7月28日）
- 失恋OL女子… 酔った勢いで中年おじさん逆お持ち帰り ≪ヤケクソSEX≫（8月8日）
- おじさん大好き新卒部下の密着ささやき誘惑を受け続け、5日目の金曜日に完堕ちしたオレ（9月12日）
- 先輩って夜はすごく激しいんですね 泥酔して目を覚ましたら隣に全裸の後輩女子社員が!? いつもはツンツンなのにやたらとデレデレしてくる… ヤッちまった! どうやらセックスしてしまったようだ (汗)（10月10日）
- chu! chu! chu! 「桃ちゃん」と刺激的な初お泊りデートで超濃密エッチ 朝・昼・夜Sexが止まらない!!（11月14日）[44]
- 俺を好き過ぎるバイト女子に軟禁凌辱された3日間 サイコパスJ〇に犯され続ける日常…（12月12日）

2024年
- 婚前同窓会NTR 性格最悪セックス最高なクズ元カレの絶倫ピストンに再び堕ちてしまったボクの婚約者（1月9日）
- デビューの為…売れる為… 服従のアイドルレ×プ輪姦 中年オヤジ達に喰い物にされ続けた最期のアイドル（2月13日）
- 修学旅行の下見出張でセクハラ教師とまさかの相部屋に… 軽蔑していたキモ教師に死ぬほどイカされまくった屈辱SEX（3月12日）
- BBQ泥酔NTR 大学のサークル飲み会でクズ男達に飲まされ酔わされヤラれてしまった僕の彼女（4月9日）
- マジかよ!? 鉄マン「桃乃木かな」も完全昇天!! 絶対SEXが上手くなる究極HOW TO SEX秘技教本 デビュー8周年!!100作品目記念作!!（5月14日）
- スク水マニア ザーメンマーキング（6月11日）
- キミがくれた愛の種は冬の夜空の花になる。 無邪気な子供のようでどこか寂し気なワケアリ美少女「かな」と無我夢中でハメまくったある冬の話。（7月9日）
- 可愛いくてエロい後輩OLをホテルへお持ち帰りしたら… 度を越えた≪絶倫女≫で返り討ちにあった。（8月13日）
- 旦那が仕組んだ絶倫マッサージ師のアクメ施術に堕ち永遠イカされ続ける姿を盗撮された巨乳妻。（9月10日）
- 桃乃木かな 8時間BEST（9月10日）※単体ベスト
- 蒸発した父親の肩代わりに肉体返済を強いられた女子大生 ボロ屋敷に監禁され絶倫男達に3日間ひたすら鬼畜ピストンされ続けアクメ漬けにされたスレンダー美裸体（10月8日）[27]

2025年
- シェアハウスで同居人の女の子はド下品な格好でアナルおっぴろげて僕を誘ってきた。極見えアナル丸見え!!（1月14日）
- 人体固定 マ○コ破壊ピストン無限FUCK 身動き取れず強制アクメ（2月11日）[45]
- おしゃぶりが大好きすぎてフェラチオのことで頭がいっぱい… フェラだけで33射精（2月11日）
- 人妻自宅エステサロン 醜いゲス隣人の絶倫チ〇ポで何度もイカされてしまった美人エステティシャン 桃乃木かな（3月11日）
- 僕が惚れてた社内のアイドル女子社員が、出張先ホテルの部屋飲みでクズ上司達に廻されていた。 桃乃木かな（4月8日）
- 桃乃木かな大乱交レ×プ 20FUCK 20発オーバー!!（5月14日）
- 俺の知らない妻の歪んだ性癖… 普段優しい最愛の妻はドS隣人に調教済のマゾ奴隷でした。 桃乃木かな（7月8日）
- 墓まで持っていく僕とかなちゃん二人だけの秘密 親友彼女の無防備すっぴん姿が可愛すぎて 衝動的に寝取ってしまった例の夜 桃乃木かな（8月12日）

### VRソフト
発売元はアイデアポケット（特記を除く）
2017年
- 桃乃木かなのエッチな手コキエステ 「かな」の手コキで気持ちよくイッて（7月19日）
- 桃乃木かなの回春ピンサロ 「かな」のフェラで2連射して（7月27日）
- 桃乃木かなとソープでSEX 「かな」の騎乗位でイッて（7月27日）

2019年
- ハイクオリティー 3D VR 「ギュッてして」 ノーパンノーブラ透けコス 神対応アイドルリフレ 2Dで爆売れ作品が遂に3DVR化!（6月7日）
- 桃乃木かなをボクだけ独占! キスしまくりおっぱい舐めまくりち○ぽいじられ放題! 46時中セックス中毒なボクらのイチャハメ神同棲（7月12日）

2020年
- 「私のミスですいません、相部屋なんです…」 出張先相部屋NTR 絶倫のアナタに一晩中何度もイカされ続けた新卒女子社員 視聴者主導型VR作品! アナタが桃乃木を寝取る!（11月5日）
- セックス大好きボクの彼女・桃乃木かなのおねだりが可愛すぎて朝から晩までノンストップ絶倫性交VR 合計6射精! 結果、精子底つくまで搾り取られた…（嬉）（12月19日）

2021年
- 「お前、桃乃木だろ?」 襲撃! ファンが桃乃木かな（本人）を犯す。 大号泣! ハードレ×プVR（2月19日）
- 【革新的タイムリープVR】 僕の初恋の人が明日結婚… まだ間に合うはず!! 両想いだったはずの僕等は学生時代に戻って結ばれるのか… （5月6日）
- 「チューしょっか?」 トロけるディープキス激情接吻Sex（8月26日）
- -異世界転生- 甘えん坊魔法少女のチ○ポおねだりマジカルヒーリングSEX ≪MP回復にはペニスが必須!≫ （10月8日）
- 桃乃木かなに射精の瞬間もベロキスで塞がれたままフィニッシュする最強キス企画第2弾! 人物の色味バッチリ綺麗! ねっとり唾液攻撃で騎乗位も一杯… キスはもっと一杯! アナタがイクときも桃ちゃんがイク時もキスでビクビク絶頂!（11月19日）
- 合宿所逆NTR アイドル顔負け巨乳新人のスキだらけおっぱい挑発に負け朝が来るまでヤリまくった研修最終日 桃乃木かな （12月30日）

2022年
- にゃんにゃんアイドル乳首エステVR 桃ちゃんに見つめられながらフェラ中も! 手コキ中も! 挿入中もずっ～と乳首責め! （6月10日）

2025年
- 悪魔かと思うほど毒突かれながら、天使のように優しく性奉仕してくれる罵倒彼女8K VR 桃乃木かな（5月4日）

### イメージビデオ
- SPLASH NUDE キミの笑顔は世界を制す!!!（2016年3月13日、INTEC Inc）
- 桃乃木かなはオレのカノジョ（2016年5月25日、GARDEN）
- Angel 桃乃木かな（2016年8月27日、UGANDA）
- 桃乃木かなが好きすぎて 桃乃木かなが彼女になってた（2016年11月25日、GRAPHIS）
- BONITA 桃乃木かな（2017年2月25日、UGANDA）
- エロキュート 桃乃木かな（2017年5月27日、JUICY HONEY）
- MOMOKAN（2019年9月25日、Aircontrol）

### 一般作品
- かすみレディオ Vol.27 ～ラストレディオ～（2016年6月30日、つくばテレビ）

### CD
- LOVE SUMMER（2017年8月21日、桃乃木屋レーベル）マルホン工業「CRAカナカナwith桃乃木かな」タイアップ曲
- だるまさんが通りゃんせ（2018年1月11日、桃乃木屋レーベル）
- Lovely Saturday/星降る夜（2018年10月7日、桃乃木屋レーベル）

### 写真集
- らぶぱら（2016年5月14日、竹書房、撮影：マキハラススム）ISBN 978-4-8019-0723-2
- いただきっ!（2016年11月24日、徳間書店、撮影：篠原潔）ISBN 978-4-19-864293-8
- 夢が醒めるまで。（2017年8月19日、双葉社、撮影：山口勝己）ISBN 978-4-575-31300-0
- 予感（2018年11月9日、双葉社、撮影：関純一）ISBN 978-4-575-31404-5
- 5mm（2019年9月14日、ジーオーティー、撮影：佐藤佑一）ISBN 978-4-8148-0213-5
- 夢中（2020年10月5日、竹書房、撮影：原田武尚）ISBN 978-4-8019-2448-2
- セヴン（2022年2月22日、ジーオーティー、撮影：門嶋淳矢）ISBN 978-4-8236-0284-9 [46]
- 桃乃木かな写真集 はちあわせ（2023年8月18日、竹書房、撮影：富田恭透）ISBN 978-4-8019-3657-7 [47]

### デジタル写真集
- ギリギリ★あいどる倶楽部 「もものしずく」 桃乃木かな デジタル写真集（2016年10月22日、ピンク倶楽部）
- THE DELUXE 2018 桃乃木かな（2020年2月13日、ジューシーハニー、撮影：篠原潔）
- JUICY HONEY PLUS 2 桃乃木かな（2020年4月4日、ジューシーハニー、撮影：篠原潔）
- ＃バケショ（2020年8月3日、FANZA BEAUTY COLLECTION）※『オトナのサマーキャンペーン2020』キャンペーンガール3名によるオリジナルフォトブック。FANZA限定配信。
- ジューシーハニーTHE LUXURY EDITION 2020 桃乃木かな（2020年9月4日、ジューシーハニー、撮影：篠原潔）
- Peach! 桃乃木かな（2021年3月10日、徳間書店、撮影：橋本雅司）
- Count sheep【Nap】桃乃木かな（2021年4月2日、ジーオーティー、撮影：羊肉るとん）
- Count sheep【Sleep】桃乃木かな（2021年4月2日、ジーオーティー、撮影：羊肉るとん）
- 桃乃木かな写真集『5mm』増ページ 【デジタル特装版】（2021年5月14日、ジーオーティー、撮影：佐藤佑一）※紙書籍版を再編集し、未公開カットを追加した電子書籍限定版。
- GRAPHIS傑作選 今いちばん美しいヌード 2（2021年5月17日、小学館）
- We are IdeaPocket! Special Photo Book（2021年11月11日、FANZA BEAUTY COLLECTION）※『アイデアポケット』専属女優15名の撮り下ろし写真を収録したオリジナルフォトブック。FANZA限定配信。
- ＃Escape 桃乃木かな（2021年11月26日、ジーオーティー、撮影：manimanium）
- 週刊大衆デジタル写真集NUDE : 13 桃乃木かな（2022年3月29日、双葉社、撮影：篠原潔）
- FLASHデジタル写真集R 桃乃木かな 桃色NUDE（2024年4月2日、光文社、撮影：佃向真）
- 桃乃木かな写真集『セヴン』増ページ【デジタル特装版】（2024年4月5 日、ジーオーティー、撮影：門嶋淳矢）※紙書籍版を再編集し、未公開カットを追加収録した電子書籍限定版。
- We are IdeaPocket! Special Photo Book 2024（2024年5月17 日、FANZA BEAUTY COLLECTION）※『アイデアポケット』専属女優10名によるオリジナルフォトブック。FANZA限定配信。
- ＃LadyMary 桃乃木かな（2024年9月1日、ジーオーティー、撮影：manimanium）
- もう一回する? 桃乃木かなデジタル写真集（2024年10月18日、双葉社、撮影：浜田一喜）
- 桃乃木かな電子写真集 cresc. 9th PHOTOBOOK『Crescendo』Other Cut Edition（2024年11月11日、竹書房、撮影：マキハラススム）
- 桃乃木かな be charmed vol.1 FRIDAYデジタル写真集（2025年4月25日、講談社、撮影：吉場正和）
- 桃乃木かな be charmed vol.2 FRIDAYデジタル写真集（2025年4月25日、講談社、撮影：吉場正和）
- 桃乃木かな be charmed vol.3 100ページ超完全版 FRIDAYデジタル写真集（2025年4月25日、講談社、撮影：吉場正和）
- We are IdeaPocket! Special Photo Book 2025（2025年5月16日、FANZA BEAUTY COLLECTION）※「アイデアポケット」専属女優5名の未公開カットを含むオリジナルフォトブック。FANZA限定配信。

## その他製品

### トレーディングカード
- AVC ジューシーハニー コレクションカード THE LUXURY 2016（2016年12月24日、ミント）
- AVC ジューシーハニー コレクションカード VOL.40（2017年2月16日、ミント）
- AVC ジューシーハニー コレクションカード PLUS ＃2（2019年4月27日、株式会社ミント）※AIKA、JULIA、本庄鈴との共同作品。
- AVC ジューシーハニー コレクションカード THE LUXURY 2020（2020年2月22日、ミント）
- AVC ジューシーハニー コレクションカード 15TH ANNIVERSARY（2020年8月22日、ミント）
- AVC ジューシーハニー コレクションカード THE LUXURY 2021（2021年2月27日、ミント）
- AVC ジューシーハニー コレクションカード THE LUXURY 2022（2021年12月25日、ミント）
- AVC ジューシーハニー コレクションカード PLUS #18（2023年4月22日、ミント）

## 出演・掲載

### テレビ番組
- マスカットナイト（2015年10月8日 - 2017年3月30日、テレビ東京）
- チャンネル生回転TV Midnightザップ!（2015年10月21日、BSスカパー!）
- 桃さんぽ（2016年11月17日 - 2020年5月16日、エンタ!959）- MC
- マスカットナイト・フィーバー!!!（2017年4月6日 - 9月28日、テレビ東京） - レギュラー
- 恵比寿マスカッツ横丁!（2017年10月5日 - 12月28日、テレビ東京）- レギュラー
- 東京愛情動作故事 東京アンダーヘア（中国語版）（2023年8月19日、9月16日、myTV SUPER） - 桃乃木香奈 役[48]

### ラジオ番組
- Fine!!（2018年6月16日・2019年10月19日、TBSラジオ）
- 桃乃木かなの悶々の木（2021年2月5日[49] - 2月26日、AuDee）
- おぎやはぎのメガネびいき（2022年5月13日[50]、TBSラジオ）
- 桃乃木かなのコレどうかな？[51]（2023年2月24日 - 、stand.fm） - 毎週金曜日
- 桃乃木かなのコレいいのかな！？（2023年3月25日、6月25日、9月30日[52]、12月17日、2024年3月31日、2025年1月26日、静岡放送（SBSラジオ））

### WEB配信
- ヌードWEBグラビア「GRAPHIS」
- 桃乃木ちゃんねる - YouTubeチャンネル
- 天龍が如く（2018年4月 - 6月、YouTube・マルホン工業チャンネル） - MC
- 穴と玉の女王（2018年7月 - 、YouTube・マルホン工業チャンネル） - MC
- 矢口真里の火曜The NIGHT（2020年8月5日、ABEMA）- momoROCKメンバーとして出演
- そい見ちゃん（2021年1月15日、FANZA見放題chライト）
- カチコチTV（2021年3月12日 - 4月2日、FANZA見放題chライト）

### ゲーム
- 龍が如く 極2（2017年12月7日、セガゲームス）キャバ嬢・かな 役[53]
- 龍が如く3（PS4版）（2018年8月9日、セガゲームス）キャバ嬢・かな 役[54]
- 新宿スカウトバトル（2019年12月2日、DMM GAMES）- 人気アイドル・桃乃木かな 役[55]
- 龍が如く 維新！ 極（2023年2月22日、セガ）[56]- 遊女 役[57]
- 銀行マンの下剋上～バラ色人生を目指して～（2022年12月6日、AV GAMES、フュージョンプロジェクト）- 財閥令嬢・妹 役[58]

### ミュージックビデオ
- 打首獄門同好会「死亡フラグを立てないで」（2022年8月20日、LD&K Records）- 天使 役[59]

### 連載
- 桃乃木かな驚きももの木21性紀[60]（2016年10月13日 - 2017年04月06日[61]、東京スポーツ）

### 雑誌
- 週刊プレイボーイ 2015年10月5日号（2015年9月14日、集英社）
- 週刊大衆ヴィーナス 2015年 11/3号（2015年10月3日、双葉社）
- FLASH 2016年 2/23号（2016年2月8日、光文社）
- ズバ王 3月号（2016年2月10日、ジーオーティー）※表紙、巻頭グラビア、現場レポ、インタビュー
- FLASH 2021年5月11日・18日号（2021年4月27日、光文社）